# Jan Kušta
Pour les articles homonymes, voir Kušta.
Johann Kušta
Jan Kušta ou Johann Kušta (22 mai 1845 Rohovka - 1er avril 1900  Prague) était un géologue et paléontologue tchèque. Il s'est concentré sur l'étude du Carbonifère et du Permien à Rakovník, Kladno, autour de Radnice, Rosice  et ailleurs. Il a recueilli un certain nombre de fossiles de plantes et d'animaux pour le Musée national de Prague. Il a découvert les restes d'un homme du Pléistocène près de Lubná. Le genre d'arachnides fossiles américains Kustarachne porte son nom.

## Biographie
Il est né le 22 mai 1845 dans le village de Rohovka près de Horní Cerekev. Dans les années 1858-1866, il étudie au lycée de Jindřichův Hradec puis jusqu'en 1869 à la Faculté de philosophie de Prague. En 1871, il obtint une place à l'école secondaire inférieure et à l'école bourgeoise de Louny, d'où en 1876 il fut transféré à l' école primaire municipale de Rakovník. Il a travaillé ici pendant dix-huit ans. De septembre 1894 jusqu'à la fin de sa vie, il enseigne au lycée tchèque de la rue Ječná à Prague. 
En plus de ses fonctions d'enseignant, il s'est engagé dans des recherches géologiques et paléontologiques. Basé sur des travaux antérieurs de Jan Krejčí, Antonín Frič, Karel et Otakar Feistmannel, il a apporté plusieurs contributions à la division des formations paléozoïques du Carbonifère et du Permien dans les environs de Rakovník, Slaný, Kladno, Mairies et Moravian Rosice. En 1878, il détermine l'horizon géologique du charbon près de Kněževes, étudie l'extension de l'horizon de Nýřany, etc. Dans le même temps, il a collecté un certain nombre de fossiles de plantes et d'animaux (par exemple des arachnides près de Rakovník et de Petrovice ) et les a remis au Musée tchèque (aujourd'hui national) . En 1884, il découvre les plus anciens fossiles tchèques près de Týřovice et quelques années plus tard les restes d'un homme du Pléistocène (diluvie) près de Lubná.
Ses travaux scientifiques lui ont valu une renommée mondiale; par exemple, le paléontologue américain Samuel Hubbard Scudder a nommé, d'après lui, le genre d'araignées américaines Kustarachne (aujourd'hui il n'est pas reconnu, en fait c'était un ?iseau[pas clair]). L'entomologiste Antonín Nonfried a donné son nom à deux types de Cetonia.
Sur la base de travaux scientifiques publiés (voir ci-dessous), il a essayé d'obtenir un emploi à l'Université technique de Prague, mais il n'a pas été accepté, et cet échec, bien qu'il ne s'en soit pas plaint publiquement, l'a alors beaucoup désolé pour un longue durée. [1] Cependant, il est devenu un membre extraordinaire de la Société royale tchèque des sciences et un correspondant de l'Institut géologique impérial.
Il mourut le 1er avril 1900  à Prague. Il a été enterré à Olšany avec la participation du maire de Čermák de Rakovník, du directeur du royaume local Wurm, du vice-recteur de la technologie Slavík et d'autres personnalités.

## Publications
Kušta est l'auteur de plus de soixante-dix articles scientifiques. Le premier d'entre eux était l'article Introduction to the Land Survey with Regard to the Louny Neighborhood, publié dans le magazine Posel z Budče en 1872. Il a publié un certain nombre de traités dans le ck říš News. géologue. Institut et Bulletin kr. tchèque société des sciences. 
Des livres ont été publiés, par exemple :
- Note über die Auffindung des Nýřaner Horizontes bei Lubná (1882)
- Nová geologická pozorování v Radnickém okolí (1887)
- Příspěvek k seznání zvířeny kamenouhelné u Rakovníka (1887)
- O Blattině z lubkového uhlí z Třemošné u Plzně (1888)
- Geologické poznámky o karbonu Kladenském (1889)
- Bludné valouny a stopy mesozoické flory v českém permu (1891)
- Památky práce lidské v útvaru diluvialním v Čechách (1891)